# Stäfner Stein

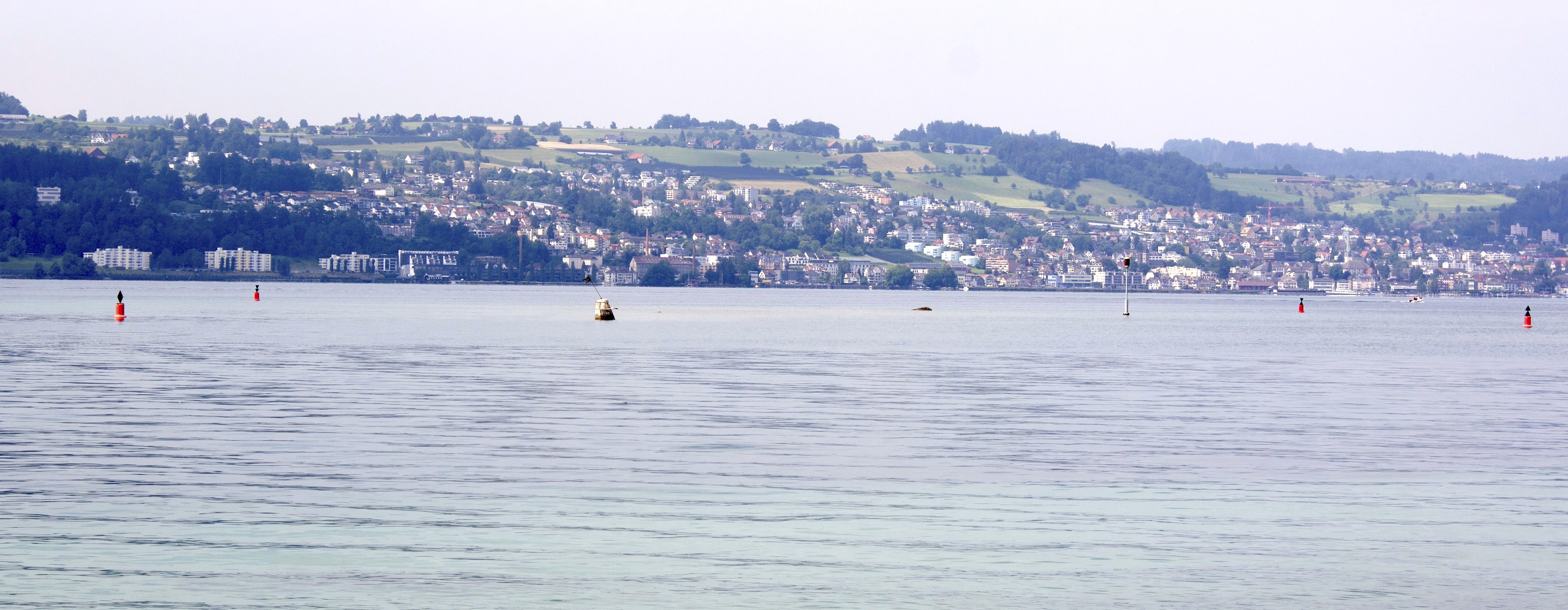
Kardinaltonnen um die Untiefe des Stäfner Steins

Der Stäfner Stein ist ein Fels auf einer Untiefe im Zürichsee vor Stäfa. Der Stein selbst ist zwei Meter hoch und drei Meter breit.

## Geografie
Der Stäfner Stein liegt ca. 300 Meter entfernt vom Ufer vor der Ortschaft Kehlhof. Er hat eine Höhe von 2,21 m, seine grösste Länge misst 3 m, seine grösste Breite 2,80 m. Er besteht aus grauem tonigem Kalk mit Pyrit- und Glimmerschüppchen und ist an einigen Stellen von Calcitadern durchzogen. Bei Niedrigwasser wird erkennbar, dass er auf einer grösseren Untiefe liegt, die 1910 rund 119 m lang und 27,5 m breit war und aus erratischem Geröll besteht. Heute wird die Grösse mit 100 m × 70 m angegeben.

## Geschichte
Je nach Wasserstand sieht man die Insel, auf der der Stäfner Stein liegt, mehr oder weniger. Im Jahr 1909 wurde beim Stäfner Stein der niedrigste Wasserstand seit 1674 festgestellt. Damals war die Insel rund 120 × 30 Meter gross und bildete eine Fläche von ca. 1500 Quadratmetern. Auch 1674, 1797 und 1882 waren Jahre mit auffallendem Niedrigwasser, sodass die Niederung sichtbar aus dem Wasser ragte. Damit war sie auch für die Menschen begehbar, und es fanden sich jeweils viele Personen ein. So schrieb Christen Brändlin 1797: «So klein, dass wir jungen Leute eine Kegelbahn machten, Tische und Bänke hinstellten und Wein, Brot und Käse auskegelten. Ein dreifaches Echo, so sich beim Schiessen an dem Ufer, an der Kirche und am Kessibühl oder an den drey Bergabhängen kundgab, machte uns gleichzeitig Freude.»

## Unfälle
Da der Stäfner Stein eine Untiefe ist, die ein Schiffskapitän schnell übersehen kann, besteht die Gefahr eines Unfalls. Jährlich passieren immer wieder Bootsunfälle aufgrund der Erhöhung. Die Schiffe laufen auf Grund, und es gibt unterschiedlich grosse Sachschäden wie beispielsweise 2012 oder 2016. Seit 2015 ist die Untiefe mit vier roten Kardinaltonnen gekennzeichnet.